# Gerardo Galeote
Gerardo Galeote Quecedo (São Paulo, 27 de enero de 1957) es un político y abogado español perteneciente al Partido Popular, al que se afilió en 1989.

## Biografía
Se licenció en Derecho por la Universidad Complutense y ha ejercido la docencia en la UNED y en el Colegio Universitario Cardenal Cisneros.
Fue diputado en el Parlamento Europeo por el Partido Popular entre 1994 y 2009, siendo también portavoz del PP. En las elecciones europeas de 2004 fue en el puesto número 3 en las listas del PP. El 23 de julio fue elegido presidente del comité para el desarrollo regional de la UE. 
Es vocal de la Fundación FAES, y vicepresidente de la Fundación de Estudios Europeos.
Está casado y tiene dos hijos.

## Escándalo de la cuenta en Luxemburgo de la Asociación de Estudios Europeos
En febrero de 2003, Galeote abrió una cuenta en Luxemburgo a nombre de la Asociación de Estudios Europeos de la que era presidente. En dicha cuenta, 26 eurodiputados del grupo popular europeo aportaban mensualmente 3.000 euros cada uno, equivalente a un total de 78.000 euros al mes, dinero procedente de una asignación mensual de 12.305 euros concedida por el Parlamento Europeo a sus miembros para la contratación de asistentes.
Aunque el eurodiputado aseguró que no existía irregularidad alguna, y que el dinero era destinado "íntegramente a pagar a los asistentes -que son nueve, además de una secretaria y un becario-", también admitió que “un pequeño remanente” de los ingresos no se destinaban a estos fines de contratación, sino que iban a parar a las arcas del partido, lo que estaba expresamente prohibido por la normativa de la Eurocámara.
El presidente del gobierno José María Aznar pidió explicaciones a Galeote al enterarse de la existencia de la cuenta, y el PP nacional decidió cerrar la cuenta y trasladarla a Madrid.